# Апеляційний суд Харківської області
Апеляційний суд Харківської області — колишній загальний суд апеляційної (другої) інстанції, розташований у місті Харкові, юрисдикція якого поширювалася на Харківську область.
Апеляційний суд Харківської області розглядав справи, підсудні Апеляційному суду Луганської області, під час загострення ситуації в Луганську 2014 року.
Суд здійснював правосуддя до початку роботи Харківського апеляційного суду, що відбулося 3 жовтня 2018 року.

## Керівництво
Голова суду — Колтунова Антоніна Іванівна
 Заступник голови суду — Грошева Олена Юріївна
 Заступник голови суду — Сащенко Ігор Сергійович
 Керівник апарату — Савченко Олександр Аркадійович.

## Показники діяльності у 2015 році
У 2015 році перебувало на розгляді 29744 справ і матеріалів (у тому числі 1364 нерозглянутих на початок періоду). Розглянуто 28070 справ і матеріалів.
Кількість скасованих судових рішень — 554 (1.97 %).
Середня кількість розглянутих справ на одного суддю — 395,4.